# Marvelous Nakamba
Marvelous Nakamba (* 19. ledna 1994 Hwange) je zimbabwský profesionální fotbalista, který hraje na pozici defensivního záložníka za anglický klub Luton Town FC a za zimbabwský národní tým.

## Reprezentační kariéra
Marvelous Nakamba debutoval v A-mužstvu Zimbabwe v kvalifikačním zápase 13. 6. 2015 proti reprezentaci Malawi (výhra 2:1).

## Statistiky

### Klubové
K 26. září 2021
| Klub        | Sezóna  | Liga               | Liga   | Liga | Národní pohár | Národní pohár | Ligový pohár | Ligový pohár | Evropské poháry | Evropské poháry | Celkem | Celkem |
| Klub        | Sezóna  | Liga               | Zápasy | Góly | Zápasy        | Góly          | Zápasy       | Góly         | Zápasy          | Góly            | Zápasy | Góly   |
| ----------- | ------- | ------------------ | ------ | ---- | ------------- | ------------- | ------------ | ------------ | --------------- | --------------- | ------ | ------ |
| Nancy       | 2013/14 | Ligue 2            | 2      | 0    | 0             | 0             | 0            | 0            | —               | —               | 2      | 0      |
| Vitesse     | 2014/15 | Eredivisie         | 8      | 0    | 0             | 0             | —            | —            | 0               | 0               | 8      | 0      |
| Vitesse     | 2015/16 | Eredivisie         | 30     | 1    | 1             | 0             | —            | —            | 2               | 0               | 33     | 1      |
| Vitesse     | 2016/17 | Eredivisie         | 31     | 1    | 5             | 1             | —            | —            | —               | —               | 36     | 2      |
| Vitesse     | Celkem  | Celkem             | 69     | 2    | 6             | 1             | —            | —            | 2               | 0               | 77     | 3      |
| Club Brugge | 2017/18 | Jupiler Pro League | 35     | 0    | 5             | 0             | —            | —            | 4               | 0               | 44     | 0      |
| Club Brugge | 2018/19 | Jupiler Pro League | 18     | 0    | 0             | 0             | —            | —            | 5               | 0               | 23     | 0      |
| Club Brugge | Celkem  | Celkem             | 53     | 0    | 5             | 0             | —            | —            | 9               | 0               | 67     | 0      |
| Aston Villa | 2019/20 | Premier League     | 29     | 0    | 1             | 0             | 4            | 0            | —               | —               | 34     | 0      |
| Aston Villa | 2020/21 | Premier League     | 13     | 0    | 0             | 0             | 3            | 0            | —               | —               | 16     | 0      |
| Aston Villa | 2021/22 | Premier League     | 4      | 0    | 0             | 0             | 2            | 0            | —               | —               | 6      | 0      |
| Aston Villa | Celkem  | Celkem             | 46     | 0    | 1             | 0             | 9            | 0            | 0               | 0               | 56     | 0      |
| Celkem      | Celkem  | Celkem             | 170    | 2    | 12            | 1             | 9            | 0            | 11              | 0               | 202    | 3      |

### Reprezentační
K 16. listopadu 2020
| Zimbabwe | Zimbabwe | Zimbabwe |
| Rok      | Zápasy   | Góly     |
| -------- | -------- | -------- |
| 2015     | 1        | 0        |
| 2016     | 4        | 0        |
| 2017     | 6        | 0        |
| 2018     | 6        | 0        |
| 2019     | 3        | 0        |
| 2020     | 3        | 0        |
| Celkem   | 23       | 0        |